# بطولة أوروبا لكرة الطائرة للرجال 1979
بطولة أوروبا لكرة الطائرة للرجال 1979 (بالفرنسية: Championnat d'Europe masculin de volley-ball 1979)‏ هو الموسم 11 من  بطولة أمم أوروبا للكرة الطائرة للرجال. أشرف على تنظيمه الاتحاد الأوروبي للكرة الطائرة، وكان عدد الأندية المشاركة فيه  12.